# アデル・ド・フランドル
アデル・ド・フランドル （Adèle de Flandre、1064年頃 - 1115年4月）は、デンマーク王クヌーズ4世の妃、のちプッリャ公ルッジェーロ・ボルサの妃。エランダ（Ailanda）の名前も伝えられている。

## 生涯
フランドル伯ロベール1世と妃ジェルトリュード・ド・サクスの娘として生まれた。1080年にクヌーズ4世と結婚し、双子の娘インゲリとカエキリア、息子のカール（後のフランドル伯シャルル1世）をもうけた。1086年に夫が暗殺されるとアデルはカールを連れてフランドルへ逃れた。2人の娘たちは夫の弟であるエーリク（のちのエーリク1世）が引き取って養育した。
彼女は父と兄が治めるフランドル宮廷に滞在し、1092年にプッリャ公ルッジェーロ・ボルサ（ロベール・ギスカールの子）と結婚するためイタリアへ発った。アデルはルッジェーロとの間に3人の男子をもうけたが、成人したのはグリエルモ（1096年頃生）1人であった。彼女はルッジェーロが死去した1111年以降、プッリャ公位を継いだ幼い息子の摂政となり、1114年にグリエルモが成人するまで務めた。